# ريتشارد ألفرد والاس
ريتشارد ألفرد والاس هو سياسي كندي، ولد في 3 يونيو 1861، وتوفي في 12 مارس 1935.